# Lemurieni
Lemurienii (Lemuroidea) este o suprafamilie de primate endemice în insula Madagascar.

## Clasificare taxonomică și filogenie
|  | Indriidae                                                        |
|  |                                                                  |
|  | \| \| Lepilemuridae \| \| \| \| \| \| Cheirogaleidae \| \| \| \| |
|  |                                                                  |
|  | Lepilemuridae                                                    |
|  |                                                                  |
|  | Cheirogaleidae                                                   |
|  |                                                                  |

|  | Lepilemuridae  |
|  |                |
|  | Cheirogaleidae |
|  |                |

|  | Indriidae                                                        |
|  |                                                                  |
|  | \| \| Lepilemuridae \| \| \| \| \| \| Cheirogaleidae \| \| \| \| |
|  |                                                                  |
|  | Lepilemuridae                                                    |
|  |                                                                  |
|  | Cheirogaleidae                                                   |
|  |                                                                  |

|  | Lepilemuridae  |
|  |                |
|  | Cheirogaleidae |
|  |                |

|  | Indriidae                                                        |
|  |                                                                  |
|  | \| \| Lepilemuridae \| \| \| \| \| \| Cheirogaleidae \| \| \| \| |
|  |                                                                  |
|  | Lepilemuridae                                                    |
|  |                                                                  |
|  | Cheirogaleidae                                                   |
|  |                                                                  |

|  | Lepilemuridae  |
|  |                |
|  | Cheirogaleidae |
|  |                |

|  | Indriidae                                                        |
|  |                                                                  |
|  | \| \| Lepilemuridae \| \| \| \| \| \| Cheirogaleidae \| \| \| \| |
|  |                                                                  |
|  | Lepilemuridae                                                    |
|  |                                                                  |
|  | Cheirogaleidae                                                   |
|  |                                                                  |

|  | Lepilemuridae  |
|  |                |
|  | Cheirogaleidae |
|  |                |

|  | Indriidae                                                        |
|  |                                                                  |
|  | \| \| Lepilemuridae \| \| \| \| \| \| Cheirogaleidae \| \| \| \| |
|  |                                                                  |
|  | Lepilemuridae                                                    |
|  |                                                                  |
|  | Cheirogaleidae                                                   |
|  |                                                                  |

|  | Lepilemuridae  |
|  |                |
|  | Cheirogaleidae |
|  |                |

|  | Indriidae                                                        |
|  |                                                                  |
|  | \| \| Lepilemuridae \| \| \| \| \| \| Cheirogaleidae \| \| \| \| |
|  |                                                                  |
|  | Lepilemuridae                                                    |
|  |                                                                  |
|  | Cheirogaleidae                                                   |
|  |                                                                  |

|  | Lepilemuridae  |
|  |                |
|  | Cheirogaleidae |
|  |                |

|  | Indriidae                                                        |
|  |                                                                  |
|  | \| \| Lepilemuridae \| \| \| \| \| \| Cheirogaleidae \| \| \| \| |
|  |                                                                  |
|  | Lepilemuridae                                                    |
|  |                                                                  |
|  | Cheirogaleidae                                                   |
|  |                                                                  |

|  | Lepilemuridae  |
|  |                |
|  | Cheirogaleidae |
|  |                |

|  | Indriidae                                                        |
|  |                                                                  |
|  | \| \| Lepilemuridae \| \| \| \| \| \| Cheirogaleidae \| \| \| \| |
|  |                                                                  |
|  | Lepilemuridae                                                    |
|  |                                                                  |
|  | Cheirogaleidae                                                   |
|  |                                                                  |

|  | Lepilemuridae  |
|  |                |
|  | Cheirogaleidae |
|  |                |

|  | Lemuridae      |
|  |                |
|  | †Megaladapidae |
|  |                |

|  | Indriidae            |
|  |                      |
|  | †Palaeopropithecidae |
|  |                      |
|  | †Archaeolemuridae    |
|  |                      |

|  | Lemuridae      |
|  |                |
|  | †Megaladapidae |
|  |                |

|  | Indriidae            |
|  |                      |
|  | †Palaeopropithecidae |
|  |                      |
|  | †Archaeolemuridae    |
|  |                      |

|  | Lemuridae      |
|  |                |
|  | †Megaladapidae |
|  |                |

|  | Indriidae            |
|  |                      |
|  | †Palaeopropithecidae |
|  |                      |
|  | †Archaeolemuridae    |
|  |                      |

|  | Lemuridae      |
|  |                |
|  | †Megaladapidae |
|  |                |

|  | Indriidae            |
|  |                      |
|  | †Palaeopropithecidae |
|  |                      |
|  | †Archaeolemuridae    |
|  |                      |

|  | Lemuridae      |
|  |                |
|  | †Megaladapidae |
|  |                |

|  | Indriidae            |
|  |                      |
|  | †Palaeopropithecidae |
|  |                      |
|  | †Archaeolemuridae    |
|  |                      |

|  | Lemuridae      |
|  |                |
|  | †Megaladapidae |
|  |                |

|  | Indriidae            |
|  |                      |
|  | †Palaeopropithecidae |
|  |                      |
|  | †Archaeolemuridae    |
|  |                      |

|  | Lemuridae      |
|  |                |
|  | †Megaladapidae |
|  |                |

|  | Indriidae            |
|  |                      |
|  | †Palaeopropithecidae |
|  |                      |
|  | †Archaeolemuridae    |
|  |                      |

|  | Lemuridae      |
|  |                |
|  | †Megaladapidae |
|  |                |

|  | Indriidae            |
|  |                      |
|  | †Palaeopropithecidae |
|  |                      |
|  | †Archaeolemuridae    |
|  |                      |

|  | Lemuridae      |
|  |                |
|  | †Megaladapidae |
|  |                |

|  | Indriidae            |
|  |                      |
|  | †Palaeopropithecidae |
|  |                      |
|  | †Archaeolemuridae    |
|  |                      |

|  | Lemuridae      |
|  |                |
|  | †Megaladapidae |
|  |                |

|  | Indriidae            |
|  |                      |
|  | †Palaeopropithecidae |
|  |                      |
|  | †Archaeolemuridae    |
|  |                      |

|  | Lemuridae      |
|  |                |
|  | †Megaladapidae |
|  |                |

|  | Indriidae            |
|  |                      |
|  | †Palaeopropithecidae |
|  |                      |
|  | †Archaeolemuridae    |
|  |                      |

|  | Lemuridae      |
|  |                |
|  | †Megaladapidae |
|  |                |

|  | Indriidae            |
|  |                      |
|  | †Palaeopropithecidae |
|  |                      |
|  | †Archaeolemuridae    |
|  |                      |

|  | Lemuridae      |
|  |                |
|  | †Megaladapidae |
|  |                |

|  | Indriidae            |
|  |                      |
|  | †Palaeopropithecidae |
|  |                      |
|  | †Archaeolemuridae    |
|  |                      |

|  | Lemuridae      |
|  |                |
|  | †Megaladapidae |
|  |                |

|  | Indriidae            |
|  |                      |
|  | †Palaeopropithecidae |
|  |                      |
|  | †Archaeolemuridae    |
|  |                      |

|  | Lemuridae      |
|  |                |
|  | †Megaladapidae |
|  |                |

|  | Indriidae            |
|  |                      |
|  | †Palaeopropithecidae |
|  |                      |
|  | †Archaeolemuridae    |
|  |                      |

|  | Lemuridae      |
|  |                |
|  | †Megaladapidae |
|  |                |

|  | Indriidae            |
|  |                      |
|  | †Palaeopropithecidae |
|  |                      |
|  | †Archaeolemuridae    |
|  |                      |

|  | Lemuridae      |
|  |                |
|  | †Megaladapidae |
|  |                |

|  | Indriidae            |
|  |                      |
|  | †Palaeopropithecidae |
|  |                      |
|  | †Archaeolemuridae    |
|  |                      |

|  | Lemuridae      |
|  |                |
|  | †Megaladapidae |
|  |                |

|  | Indriidae            |
|  |                      |
|  | †Palaeopropithecidae |
|  |                      |
|  | †Archaeolemuridae    |
|  |                      |

|  | Lemuridae      |
|  |                |
|  | †Megaladapidae |
|  |                |

|  | Indriidae            |
|  |                      |
|  | †Palaeopropithecidae |
|  |                      |
|  | †Archaeolemuridae    |
|  |                      |

|  | Lemuridae      |
|  |                |
|  | †Megaladapidae |
|  |                |

|  | Indriidae            |
|  |                      |
|  | †Palaeopropithecidae |
|  |                      |
|  | †Archaeolemuridae    |
|  |                      |

|  | Lemuridae      |
|  |                |
|  | †Megaladapidae |
|  |                |

|  | Indriidae            |
|  |                      |
|  | †Palaeopropithecidae |
|  |                      |
|  | †Archaeolemuridae    |
|  |                      |

|  | Lemuridae      |
|  |                |
|  | †Megaladapidae |
|  |                |

|  | Indriidae            |
|  |                      |
|  | †Palaeopropithecidae |
|  |                      |
|  | †Archaeolemuridae    |
|  |                      |

|  | Lemuridae      |
|  |                |
|  | †Megaladapidae |
|  |                |

|  | Indriidae            |
|  |                      |
|  | †Palaeopropithecidae |
|  |                      |
|  | †Archaeolemuridae    |
|  |                      |

|  | Lemuridae      |
|  |                |
|  | †Megaladapidae |
|  |                |

|  | Indriidae            |
|  |                      |
|  | †Palaeopropithecidae |
|  |                      |
|  | †Archaeolemuridae    |
|  |                      |

|  | Lemuridae      |
|  |                |
|  | †Megaladapidae |
|  |                |

|  | Indriidae            |
|  |                      |
|  | †Palaeopropithecidae |
|  |                      |
|  | †Archaeolemuridae    |
|  |                      |

|  | Lemuridae      |
|  |                |
|  | †Megaladapidae |
|  |                |

|  | Indriidae            |
|  |                      |
|  | †Palaeopropithecidae |
|  |                      |
|  | †Archaeolemuridae    |
|  |                      |

|  | Lemuridae      |
|  |                |
|  | †Megaladapidae |
|  |                |

|  | Indriidae            |
|  |                      |
|  | †Palaeopropithecidae |
|  |                      |
|  | †Archaeolemuridae    |
|  |                      |

|  | Lemuridae      |
|  |                |
|  | †Megaladapidae |
|  |                |

|  | Indriidae            |
|  |                      |
|  | †Palaeopropithecidae |
|  |                      |
|  | †Archaeolemuridae    |
|  |                      |

|  | Lemuridae      |
|  |                |
|  | †Megaladapidae |
|  |                |

|  | Indriidae            |
|  |                      |
|  | †Palaeopropithecidae |
|  |                      |
|  | †Archaeolemuridae    |
|  |                      |

|  | Lemuridae      |
|  |                |
|  | †Megaladapidae |
|  |                |

|  | Indriidae            |
|  |                      |
|  | †Palaeopropithecidae |
|  |                      |
|  | †Archaeolemuridae    |
|  |                      |

|  | Lemuridae      |
|  |                |
|  | †Megaladapidae |
|  |                |

|  | Indriidae            |
|  |                      |
|  | †Palaeopropithecidae |
|  |                      |
|  | †Archaeolemuridae    |
|  |                      |

|  | Lemuridae      |
|  |                |
|  | †Megaladapidae |
|  |                |

|  | Indriidae            |
|  |                      |
|  | †Palaeopropithecidae |
|  |                      |
|  | †Archaeolemuridae    |
|  |                      |

| 2 infraordine | 3 infraordine | 4 infraordine |
| --- | --- | --- |
| - Ordinul Primates - Subordinul Strepsirrhini - Infraordinul †Adapiformes - Infraordinul Lemuriformes - Superfamilia Lemuroidea - Familia †Archaeolemuridae - Familia Cheirogaleidae - Familia Daubentoniidae - Familia Indriidae - Familia Lemuridae - Familia Lepilemuridae - Familia †Megaladapidae - Familia †Palaeopropithecidae - Superfamilia Lorisoidea - Subordinul Haplorrhini | - Ordinul Primates - Subordinul Strepsirrhini - Infraordinul †Adapiformes - Infraordinul Lemuriformes - Superfamilia Lemuroidea - Familia †Archaeolemuridae - Familia Cheirogaleidae - Familia Daubentoniidae - Familia Indriidae - Familia Lemuridae - Familia Lepilemuridae - Familia †Megaladapidae - Familia †Palaeopropithecidae - Infraordinul Lorisiformes - Subordinul Haplorrhini | - Order Primates - Subordinul Strepsirrhini - Infraordinul †Adapiformes - Infraordinul Chiromyiformes - Infraordinul Lemuriformes - Superfamilia Cheirogaleoidea - Familia Cheirogaleidae - Superfamilia Lemuroidea - Familia †Archaeolemuridae - Familia Indriidae - Familia Lemuridae - Familia Lepilemuridae - Familia †Megaladapidae - Familia †Palaeopropithecidae - Infraordinul Lorisiformes - Subordinul Haplorrhini |